# Reflejo bulbocavernoso
Reflexo bulbocavernoso (RBC), reflexo bulboesponjoso (RBS) ou reflexo de Osinski é um reflexo polissináptico útil para testar choque medular e obter informações sobre o estado de lesões da medula espinhal (LME). Bulbocavernoso é termo antigo para bulboesponjoso, por isso esse reflexo também pode ser chamado de reflexo bulboesponjoso.

## Procedimento
O teste envolve monitorar a contração do esfíncter anal interno e do esfíncter anal externo em resposta à compressão da glande do pênis ou do clitóris, ou à tração de uma sonda de Foley. Esse reflexo também pode ser avaliado eletrofisiologicamente, estimulando o pênis ou a vulva e registrando a atividade do esfíncter anal. Essa modalidade é usada em monitoramento neurofisiológico intraoperatório para verificar a função das raízes sacrais sensoriais e motoras e do cone medular.

## Trauma
O reflexo é mediado pela medula espinhal e envolve os nervos sacrais S2–S4. A ausência do reflexo em pessoa com paralisia aguda por trauma indica choque medular, enquanto a presença do reflexo indica seccionamento da medula espinhal. Geralmente, é um dos primeiros reflexos a retornar após o choque medular. A falta de função motora e sensitiva após o retorno do reflexo indica lesão medular completa. A ausência desse reflexo, em situações em que o choque medular não é suspeito, pode indicar lesão do cone medular ou das raízes do nervo sacral.
Há associação entre o reflexo bulbocavernoso hiperexcitado, resultante da estimulação da uretra prostática, e ejaculação precoce.
O reflexo bulbocavernoso está atrasado ou ausente em maior proporção em homens diabéticos com queixas de impotência erétil.